# Bodevská pahorkatina
Bodvianska pahorkatina je geomorfologický celek na jihu středního a východního Slovenska.

## Polohopis
Rozprostírá se v jihovýchodní části středního a v jihozápadní části východního Slovenska, je rozdělena pásmem Slovenského krasu. Na území Slovenska pak sousedí už jen s Jihoslovenskou kotlinou na západním okraji (podcelek Gemerská pahorkatina ) a s Košickou kotlinou na severním okraji ve východní části (podcelek Abovská pahorkatina). Celý jižní okraj vymezuje státní hranice s Maďarskem. 

## Geomorfologické členění
Bodvianska pahorkatina se v rámci geomorfologického členění dělí na 2 podcelky: 
- Abovská pahorkatina - zabírá východní část, situovanou jižně od řek Bodva a Ida
- Gemerská pahorkatina - zabírá západní část celku, východně od řeky Slaná